# 500 Miglia di Indianapolis 2007
La 500 Miglia di Indianapolis del 2007, giunta alla sua 91ª edizione, si corse domenica 27 maggio 2007 sull'ovale dell'Indianapolis Motor Speedway.
Il pilota inglese Dario Franchitti vinse l'evento dopo che la gara venne dichiarata conclusa al 166º giro per un forte temporale abbattutosi sul circuito.
La corsa fu segnata dalla partenza rimandata di un'ora e da oltre tre ore di sospensione al 112º giro a causa del maltempo.

## Griglia di partenza
| Fila | Interno | Interno             | Centro | Centro            | Esterno | Esterno          |
| ---- | ------- | ------------------- | ------ | ----------------- | ------- | ---------------- |
| 1    | 3       | Hélio Castroneves W | 11     | Tony Kanaan       | 27      | Dario Franchitti |
| 2    | 9       | Scott Dixon         | 6      | Sam Hornish Jr. W | 10      | Dan Wheldon W    |
| 3    | 12      | Ryan Briscoe        | 7      | Danica Patrick    | 26      | Marco Andretti   |
| 4    | 2       | Tomas Scheckter     | 39     | Michael Andretti  | 8       | Scott Sharp      |
| 5    | 17      | Jeff Simmons        | 20     | Ed Carpenter      | 14      | Darren Manning   |
| 6    | 15      | Buddy Rice W        | 55     | Kosuke Matsuura   | 22      | A. J. Foyt IV    |
| 7    | 4       | Vítor Meira         | 02     | Davey Hamilton    | 5       | Sarah Fisher     |
| 8    | 99      | Buddy Lazier W      | 24     | Roger Yasukawa    | 33      | John Andretti    |
| 9    | 50      | Al Unser Jr. W      | 98     | Alex Barron       | 19      | Jon Herb         |
| 10   | 21      | Jaques Lazier       | 23     | Milka Duno R      | 25      | Marty Roth       |
| 11   | 77      | Roberto Moreno      | 91     | Richie Hearn      | 31      | Phil Giebler R   |

 W  = Pilota vincitore della 500 Indianapolis;
 R  = Indianapolis 500 rookie 
Fallito la qualifica
| No. | Pilota           | Team                    | Motivo                                  |
| --- | ---------------- | ----------------------- | --------------------------------------- |
| 18  | Jimmy Kite       | PDM Racing              | Urtato, troppo lento                    |
| 40  | P. J. Jones      | Team Leader Motorsports | Troppo lento                            |
| 77  | Stéphan Grégoire | Chastain Motorsports    | Ferito in un incidente durante le prove |

## Gara
| Pos                                                                   | Partito | N° | Pilota                | Telaio  | Giri | Tempo / Causa ritiro | Team                                  |
| --------------------------------------------------------------------- | ------- | -- | --------------------- | ------- | ---- | -------------------- | ------------------------------------- |
| 1                                                                     | 3       | 27 | Dario Franchitti      | Dallara | 166  | 2:44:03.5608         | Andretti Green                        |
| 2                                                                     | 4       | 9  | Scott Dixon           | Dallara | 166  | +0.3610              | Target Chip Ganassi                   |
| 3                                                                     | 1       | 3  | Hélio Castroneves (W) | Dallara | 166  | +1.8485              | Team Penske                           |
| 4                                                                     | 5       | 6  | Sam Hornish Jr. (W)   | Dallara | 166  | +4.6324              | Team Penske                           |
| 5                                                                     | 7       | 12 | Ryan Briscoe          | Dallara | 166  | +5.2109              | Luczo-Dragon Racing                   |
| 6                                                                     | 12      | 8  | Scott Sharp           | Dallara | 166  | +9.3470              | Rahal Letterman                       |
| 7                                                                     | 10      | 2  | Tomas Scheckter       | Dallara | 166  | +11.3823             | Vision Racing                         |
| 8                                                                     | 8       | 7  | Danica Patrick        | Dallara | 166  | +12.1789             | Andretti Green                        |
| 9                                                                     | 20      | 02 | Davey Hamilton        | Dallara | 166  | +15.4116             | Vision Racing                         |
| 10                                                                    | 19      | 4  | Vítor Meira           | Dallara | 166  | +17.6991             | Panther Racing                        |
| 11                                                                    | 13      | 17 | Jeff Simmons          | Dallara | 166  | +19.7119             | Rahal Letterman                       |
| 12                                                                    | 2       | 11 | Tony Kanaan           | Dallara | 166  | +21.4339             | Andretti Green                        |
| 13                                                                    | 11      | 39 | Michael Andretti      | Dallara | 166  | +35.1235             | Andretti Green                        |
| 14                                                                    | 18      | 22 | A.J. Foyt IV          | Dallara | 165  | +1 Giro              | Vision Racing                         |
| 15                                                                    | 26      | 98 | Alex Barron           | Dallara | 165  | +1 Giro              | CURB/Agajanian/Beck Motorsports       |
| 16                                                                    | 17      | 55 | Kosuke Matsuura       | Dallara | 165  | +1 Giro              | Panther Racing                        |
| 17                                                                    | 14      | 20 | Ed Carpenter          | Dallara | 164  | +1 Giro              | Vision Racing                         |
| 18                                                                    | 21      | 5  | Sarah Fisher          | Dallara | 164  | +2 Giri              | Dreyer & Reinbold Racing              |
| 19                                                                    | 22      | 99 | Buddy Lazier (W)      | Dallara | 164  | +2 Giri              | Sam Schmidt Motorsports               |
| 20                                                                    | 15      | 14 | Darren Manning        | Dallara | 164  | +2 Giri              | A.J. Foyt Racing                      |
| 21                                                                    | 23      | 24 | Roger Yasukawa        | Dallara | 164  | +2 Giri              | Dreyer & Reinbold Racing              |
| 22                                                                    | 6       | 10 | Dan Wheldon (W)       | Dallara | 163  | Collisione           | Target Chip Ganassi                   |
| 23                                                                    | 32      | 91 | Richie Hearn          | Dallara | 163  | +3 Giri              | Hemelgarn Racing/Racing Professionals |
| 24                                                                    | 9       | 26 | Marco Andretti        | Dallara | 162  | Collisione           | Andretti Green                        |
| 25                                                                    | 16      | 15 | Buddy Rice (W)        | Dallara | 162  | Collisione           | Dreyer & Reinbold Racing              |
| 26                                                                    | 25      | 50 | Al Unser, Jr.         | Dallara | 161  | +5 Giri              | A.J. Foyt Racing                      |
| 27                                                                    | 28      | 21 | Jaques Lazier         | Panoz   | 155  | Incidente            | Playa Del Racing                      |
| 28                                                                    | 30      | 25 | Marty Roth            | Dallara | 148  | Incidente            | Roth Racing                           |
| 29                                                                    | 33      | 31 | Phil Giebler (R)      | Panoz   | 106  | Incidente            | Playa Del Racing                      |
| 30                                                                    | 24      | 33 | John Andretti         | Dallara | 95   | Incidente            | Panther Racing                        |
| 31                                                                    | 29      | 23 | Milka Duno (R)        | Dallara | 65   | Incidente            | SAMAX Motorsport                      |
| 32                                                                    | 27      | 19 | Jon Herb              | Dallara | 51   | Incidente            | Racing Professionals                  |
| 33                                                                    | 31      | 77 | Roberto Moreno        | Panoz   | 36   | Incidente            | Chastain Motorsports                  |
| Legenda: (W) ex vincitore della 500 Miglia / (R) (rookie) esordiente. |         |    |                       |         |      |                      |                                       |

Non qualificati:
#40  P.J. Jones
#18  Jimmy Kite

## Galleria d'immagini

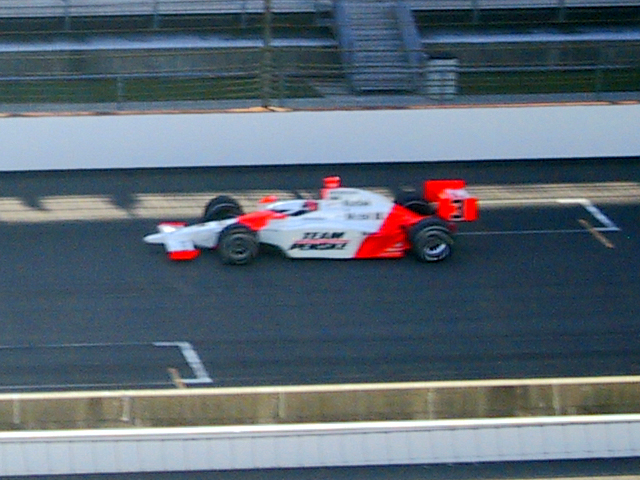
Hélio Castroneves durante le prove
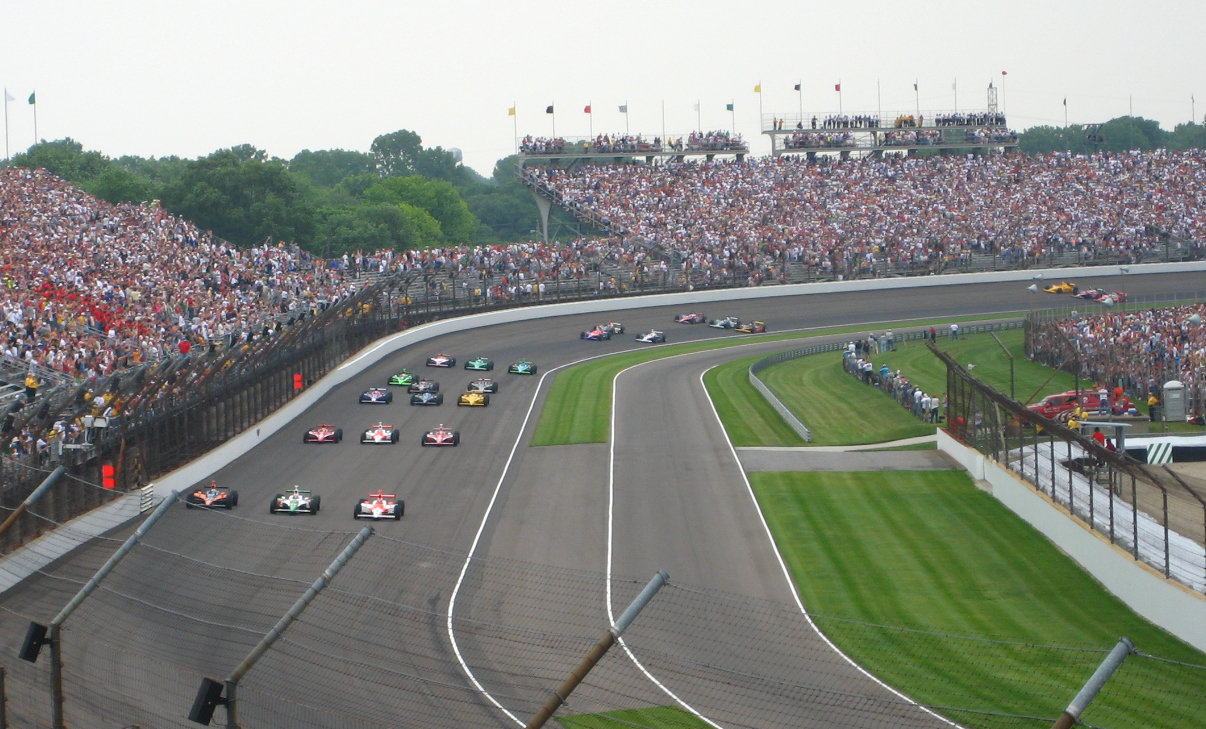
Lo schieramento delle vetture pronte alla partenza.
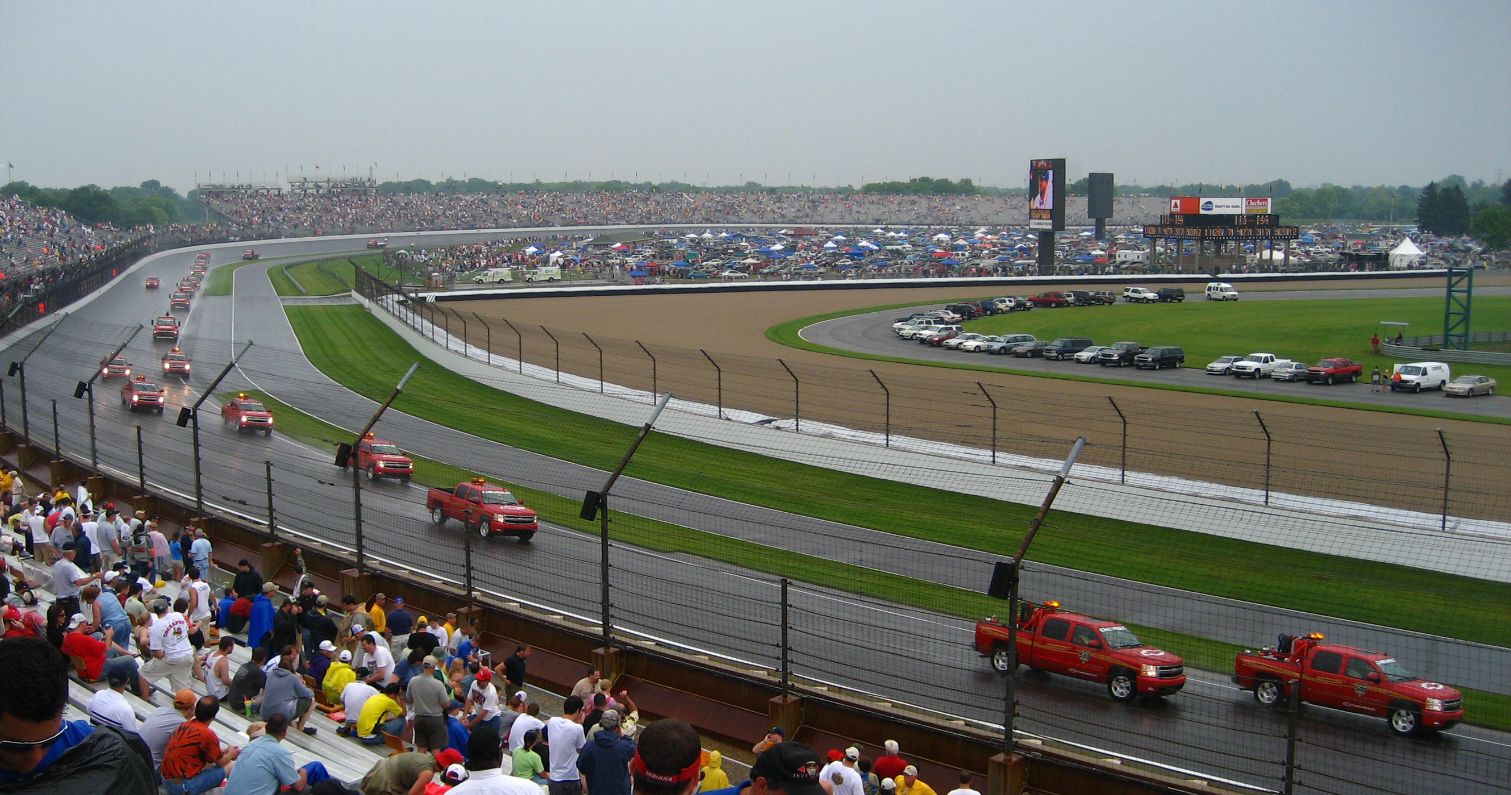
Lo staff dell'Indianapolis Motor Speedway tenta di asciugare la pista per permettere la ripartenza della gara.
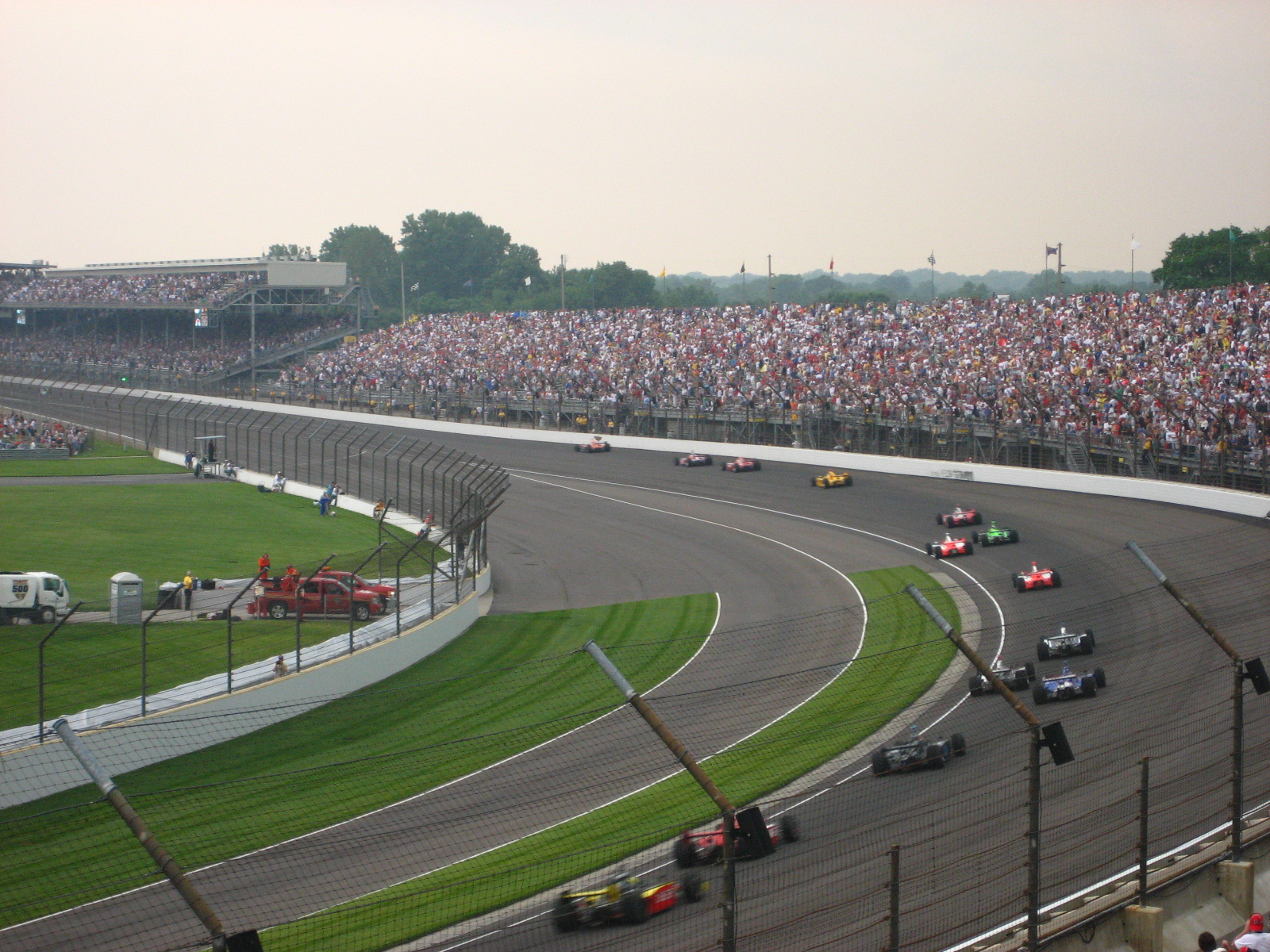
Dario Franchitti guida il gruppo alla ripartenza del 162º giro.
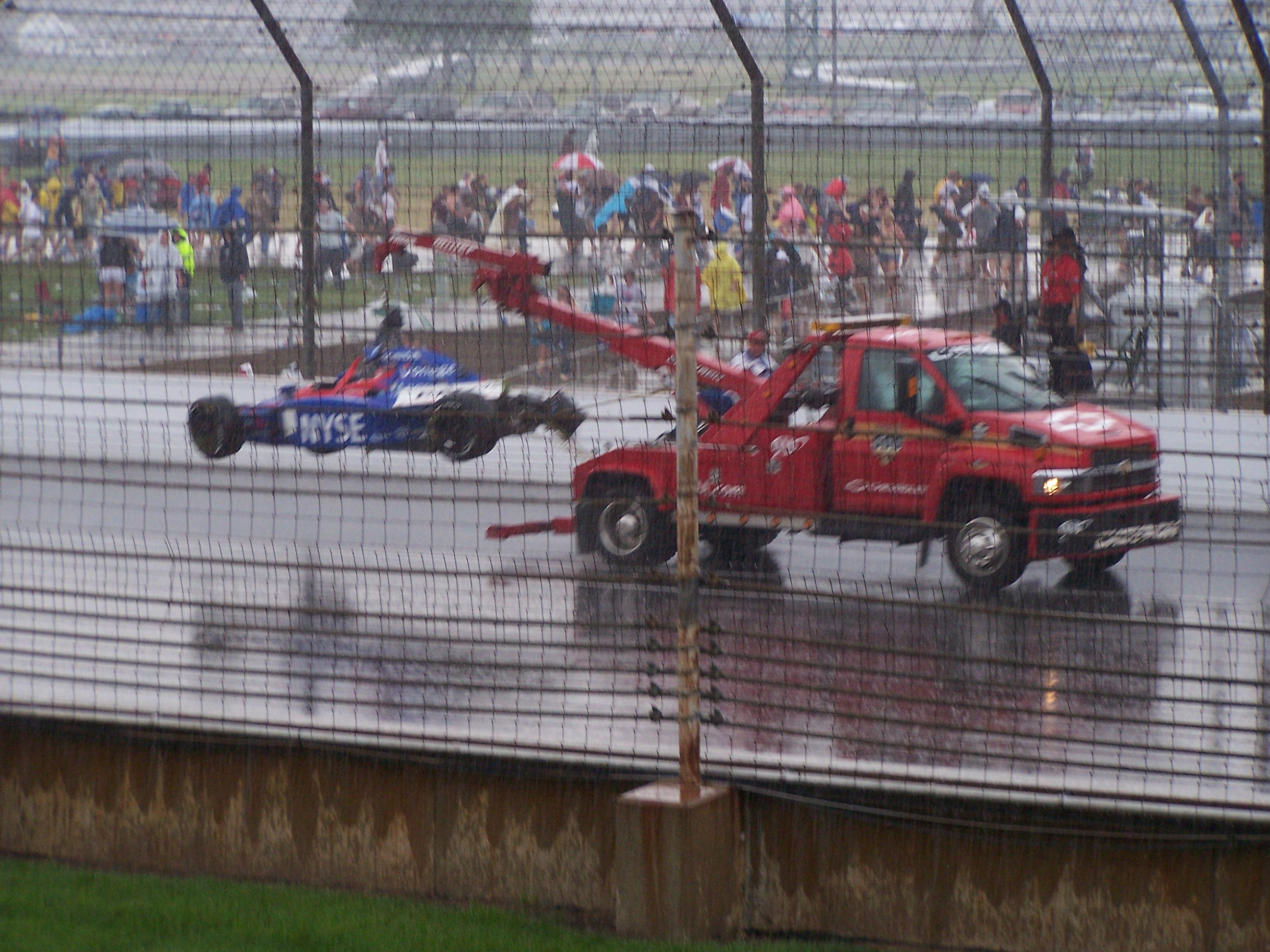
L'auto di Marco Andretti dopo il suo incidente con Dan Wheldon.
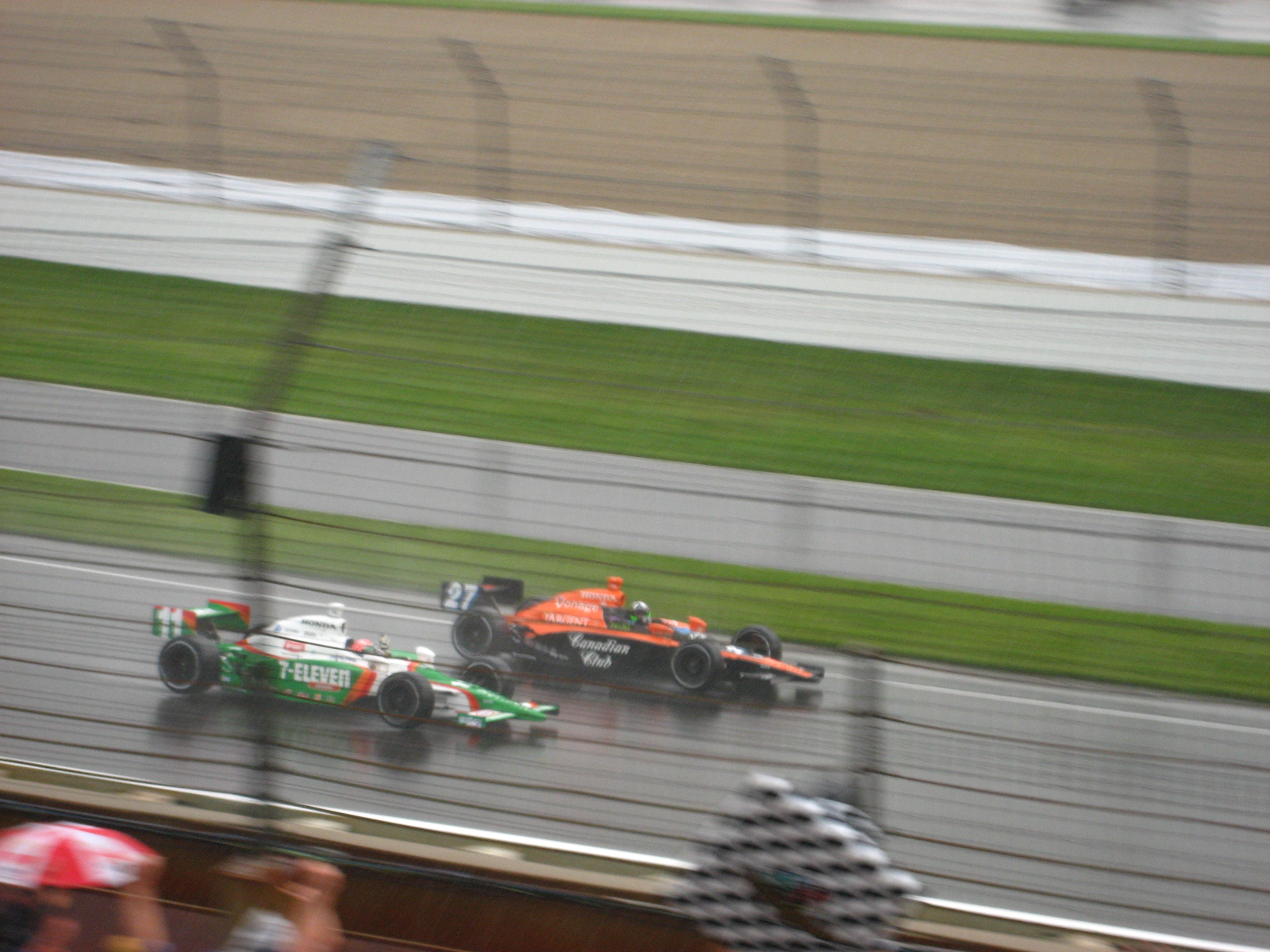
Dario Franchitti (a destra) festeggia con il compagno di team Tony Kanaan al termine della gara.